# Campagna sasanide di Giuliano
La campagna sasanide di Giuliano fu l'ultima operazione militare delle guerre romano sasanidi (224-363) voluta e comandata dell'imperatore romano Giuliano nel 363, allo scopo di conquistare il regno dei Sasanidi, all'epoca governato dal Re dei Re Sapore II. Dopo essere giunto fino alla capitale sasanide di Ctesifonte e avervi sconfitto l'esercito nemico, Giuliano fu costretto a ritirarsi, ma morì prima di tornare in territorio romano e il suo successore, Gioviano dovette comprare la salvezza dell'esercito romano a caro prezzo, sia economico che politico.
Ammiano Marcellino, storico che conobbe Giuliano, costituisce la fonte primaria della campagna: i capitoli dal XXIII al XXV delle sue Res gestae raccontano in maniera dettagliata l'invasione.

## Organizzazione della campagna
Giuliano volle una campagna contro i Sasanidi allo scopo di eliminarne la minaccia; per questa ragione l'imperatore si recò, nell'estate del 362, ad Antiochia di Siria, allo scopo di preparare la campagna.
La vera ragione dietro la campagna sasanide di Giuliano è oggetto di dibattito in campo accademico. La campagna non era né urgente né necessaria: sebbene il suo predecessore Costanzo II non avesse firmato alcuna pace con il re sasanide Sapore II, dopo la vittoriosa campagna in Mesopotamia del 360 i Sasanidi si erano ritirati nei loro territori. I Sasanidi avevano cercato persino di stipulare una pace con Giuliano, il quale non di meno rifiutò l'offerta; Ammiano Marcellino racconta di come Giuliano fosse desideroso di ottenere delle vittorie contro i Persiani. Un'ulteriore ragione potrebbe essere stata la voglia di compiere gesta paragonabili a quelle di Alessandro Magno; lo stesso Ammiano cita questa motivazione, affermando pure come tutti i generali coinvolti in guerre sul fronte orientale non potevano non avere Alessandro come modello.
Un'ulteriore ragione potrebbe essere stata la volontà di Giuliano di rafforzare il suo legame con l'esercito, con una vittoria che avrebbe aumentato il prestigio di imperatore ed esercito e migliorato i rapporti tra Giuliano e i suoi generali. L'esercito romano all'epoca di Giuliano era infatti diviso in due fazioni: quella occidentale, con soldati di origine gallica e fede pagana, come gli ufficiali Dagalaifo e Nevitta, e quella orientale, composta da soldati romei di fede cristiana. Inoltre è possibile che gli ufficiali orientali, che avevano una lunga esperienza bellica contro i Sasanidi, fossero scettici nei confronti di una campagna offensiva come quella di Giuliano. La dimostrazione del fatto che il desiderio di scendere in guerra di Giuliano era condiviso solo da una piccola parte dell'esercito fu che col progredire della campagna l'imperatore dovette ordinare l'esecuzione di alcuni ufficiali e persino la decimazione di alcune unità.

## Invasione

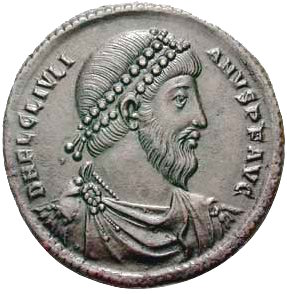
Giuliano raffigurato su una moneta.

Il 5 marzo 363 Giuliano lasciò Antiochia muovendosi verso oriente. Le fonti riportano numeri differenti riguardo alla forza del suo esercito; si trattava comunque di una delle operazioni più vaste della tarda antichità.
L'imperatore affidò al re di Armenia il compito di fornirgli i rifornimenti e le truppe ausiliarie; a Hierapolis Giuliano concluse un patto con gli Arabi. Scese allora verso sud, lungo l'Eufrate. Lo accompagnava Ormisda, un membro della famiglia reale sasanide, che era fuggito presso la corte romana già ai tempi di Costantino I e che serviva Giuliano come consigliere.
Secondo quanto riportato da Ammiano, Giuliano fu turbato da dei presagi negativi ricevuti durante la sosta a Carre.
Giuliano decise di inviare un forte contingente verso nord sotto il comando dei suoi parenti Procopio e Sebastiano, con lo scopo di congiungersi con le truppe del re armeno Arsace II e operare nella Mesopotamia settentrionale, mentre lui si dirigeva su Ctesifonte; secondo Zosimo, un autore pagano del VI secolo, il contingente di Procopio era formato da 18 000 soldati mentre Giuliano aveva un esercito forte di 65 000 uomini. L'avanzata di Giuliano permise la conquista di diverse città e fortezze nemiche, ma l'imperatore era preoccupato dal fatto che del grosso dell'esercito sasanide non vi fosse traccia; i Persiani, infatti, si limitavano ad attacchi a bassa intensità ma continui, in modo da impedire ai soldati romani di riposarsi e tenerli sempre all'erta, e impedivano a Giuliano di mettere mano sui grossi depositi di materiale a lui necessari.

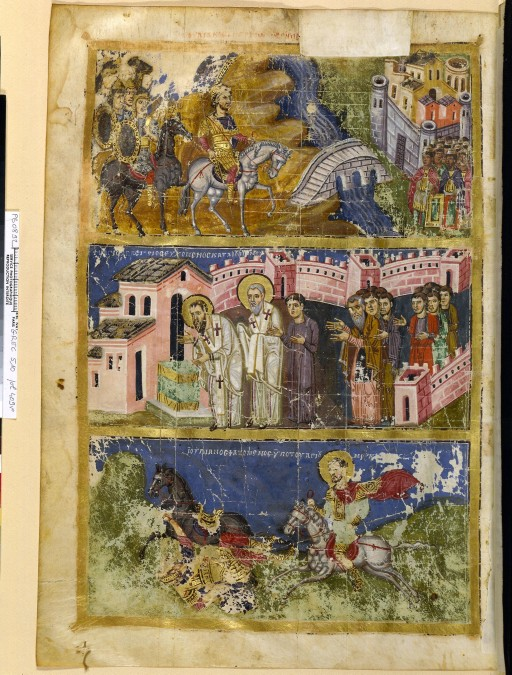
Giuliano davanti a Ctesifonte (registro superiore), miniatura del IX secolo delle Orazioni di Gregorio Nazianzeno, raffigurante l'augusto che giunge davanti alla capitale sasanide, da cui è diviso da un ponte, con l'esercito di Sapore II schierato fuori dalla città.

Alla fine di maggio l'esercito romano raggiunse finalmente Ctesifonte. Divenne però presto chiaro agli ufficiali romani l'impossibilità della riuscita di un attacco diretto alla capitale sasanide, anche perché l'esercito di Sapore II era dato molto vicino alla città e sarebbe potuto giungere in qualunque momento. Giuliano prese in quel momento una decisione gravida di conseguenze. Poiché i Romani mancavano nelle necessarie macchine d'assedio, non era possibile prendere Ctesifonte in tempi ragionevoli; al contempo, non era possibile neanche riprendere la stessa via per tornare a casa, in quanto il saccheggio romano e la distruzione di qualunque fonte di approvvigionamento da parte dei Persiani in ritirata avevano eliminato questa possibilità. Sebbene vi fosse il rischio che Sapore lo inseguisse con l'esercito sasanide e lo distruggesse, Giuliano voleva a tutti i costi evitare di essere circondato mentre assediava la capitale nemica e decise allora di muoversi via terra verso il nord della Mesopotamia, per riunirsi con il contingente di Procopio. I generali di Giuliano furono contrari a questo piano, ma l'imperatore impose la propria decisione e l'esercito romano, che aveva sconfitto quello persiano davanti alla capitale (battaglia di Ctesifonte), ruppe l'assedio all'inizio di giugno e si mosse verso l'interno. Inoltre i Romani commisero un altro errore, bruciando la flotta fluviale che accompagnava l'esercito, in quanto non si riteneva di dover attraversare un altro fiume. Ammiano descrive le difficoltà della ritirata, resa ancora più ardua dalle alte temperature, dagli insetti e dall'inadeguato approvvigionamento di viveri e materiali; il morale dell'esercito romano era molto basso.
Sulla strada del ritorno in patria, l'esercito romano dovette finalmente affrontare l'esercito sasanide al completo; nella battaglia di Maranga i Romani furono ancora vittoriosi, ma Giuliano morì in conseguenza di una ferita riportata nello scontro. Un consiglio degli alti ufficiali romani scelse come successore un ufficiale della guardia, Gioviano, il quale, all'intensificarsi degli attacchi persiani e al diminuire delle provviste rispose chiedendo la pace ai Sasanidi.

## Conseguenze
In base alla pace del 363, i Romani cedettero ai Sasanidi le zone al di là del Tigri e quindici fortezze, tra cui Singara e Nisibis, la cui perdita inflisse un duro colpo al sistema difensivo romano; i confini tra i due stati tornarono ad essere quelli precedenti alle conquiste romane iniziate con Diocleziano nel 298. Negli anni a seguire, i Romani ebbero come scopo la riconquista di Nisibis.